# Mezzolombardo
Mezzolombardo, Mittlelumbarden en allemand), est une commune italienne d'environ 7 000 habitants située dans la province autonome de Trente dans la région du Trentin-Haut-Adige dans le nord-est de l'Italie.

## Administration
| Période                                  | Période | Identité | Étiquette | Qualité |
| ---------------------------------------- | ------- | -------- | --------- | ------- |
|                                          |         |          |           |         |
| Les données manquantes sont à compléter. |         |          |           |         |

### Communes limitrophes
Les communes limitrophes sont  Fai della Paganella, Mezzocorona, San Michele all'Adige, Spormaggiore, Terre d'Adige et Ton.

## Personnalités liées
- Ferruccio Stefenelli (1898-1980), militaire, alpiniste, irrédentisme et fasciste.